# David Narey
David Narey, MBE, (Dundee, Escocia, 12 de junio de 1956 es un exfutbolista escocés. Se desempeñaba en posición de mediocentro defensivo.

## Selección nacional
Fue internacional con la Selección de fútbol de Escocia en treinta y cinco ocasiones entre 1977 y 1989, disputando la Copa Mundial de Fútbol de 1982 y la de 1986.

## Clubes
| Club          | País    | Año         |
| ------------- | ------- | ----------- |
| Dundee United | Escocia | 1973 - 1994 |
| Raith Rovers  | Escocia | 1994 - 1995 |

## Palmarés

### Campeonatos nacionales
| Título                      | Club          | País    | Año     |
| --------------------------- | ------------- | ------- | ------- |
| Premier League de Escocia   | Dundee United | Escocia | 1982/83 |
| Copa de Escocia             | Dundee United | Escocia | 1993/94 |
| Primera División de Escocia | Raith Rovers  | Escocia | 1994/95 |
| Copa de la Liga de Escocia  | Raith Rovers  | Escocia | 1994/95 |